# Baró de Münchhausen
Hieronymus Carl Friedrich von Münchhausen (Bodenwerder (Baixa Saxònia), 11 de maig de 1720 - Bodenwerder, 22 de febrer de 1797) fou un noble i narrador de contes fantàstics alemany.

## Vida real i vida literària
Malgrat ser un noble alemany, Münchhausen es va allistar a l'exèrcit rus i va participar en dues campanyes contra l'Imperi Otomà. Sembla que quan va tornar a casa es va dedicar a explicar una gran quantitat d'històries impossibles que feia passar per les aventures que havia viscut. La fama de narrador de contes de Münchhausen es va estendre per tot Europa, exagerada extraordinàriament per diversos escriptors que li atribuïen qualsevol història fantàstica, encara que ja hagués estat circulant abans del seu naixement, cosa que el va convertir, de fet, i tot i ser una persona amb una existència real, en un personatge literari que tothom anomena senzillament el Baró de Münchhausen.
El baró de Münchhausen, que tanmateix no deixava de ser un personatge real, morí a la seva ciutat natal de Bodenwerder (Baixa Saxònia) el 1797, a prop de fer els setanta-set anys.

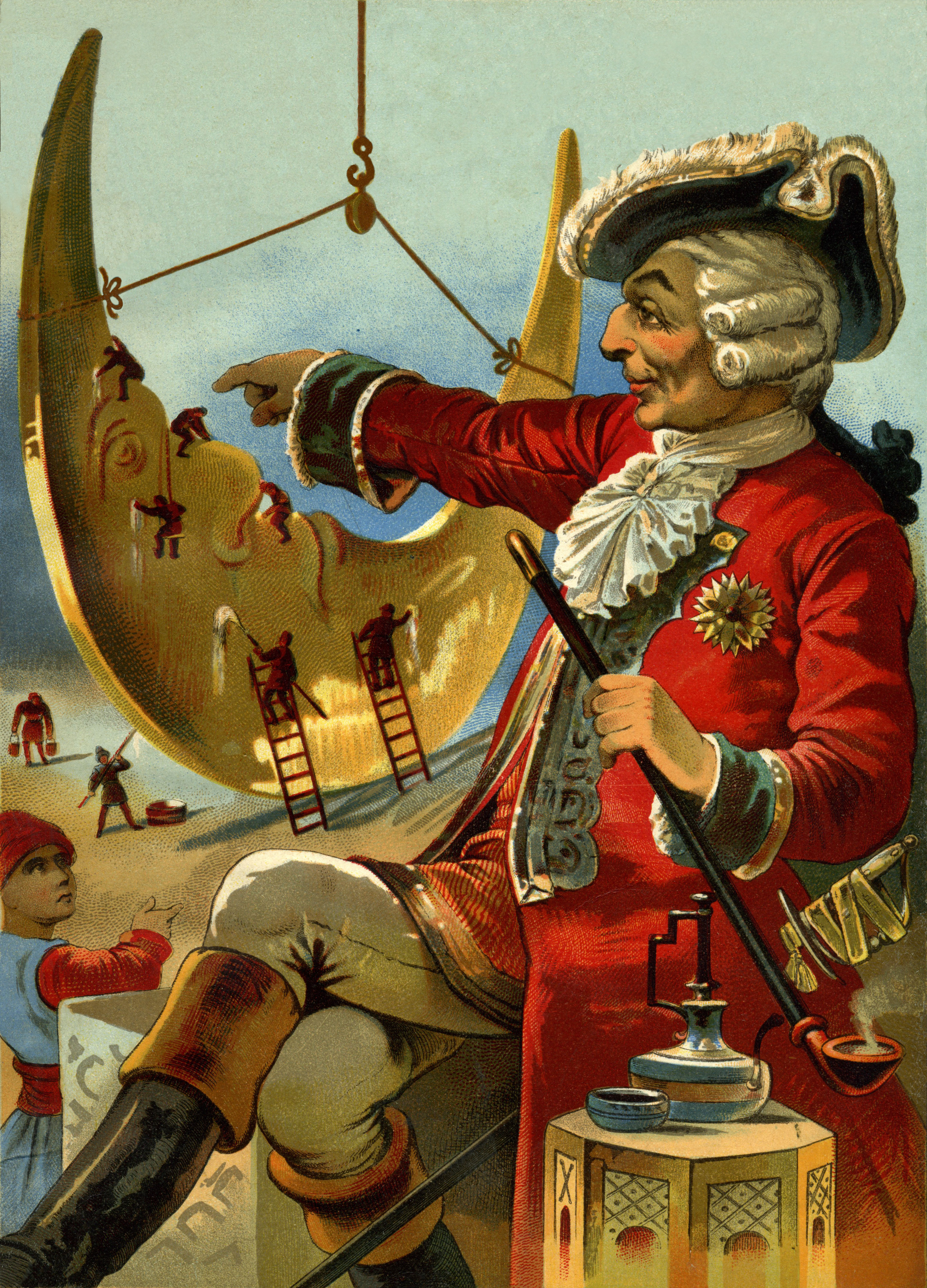
Fa repintar la Lluna.
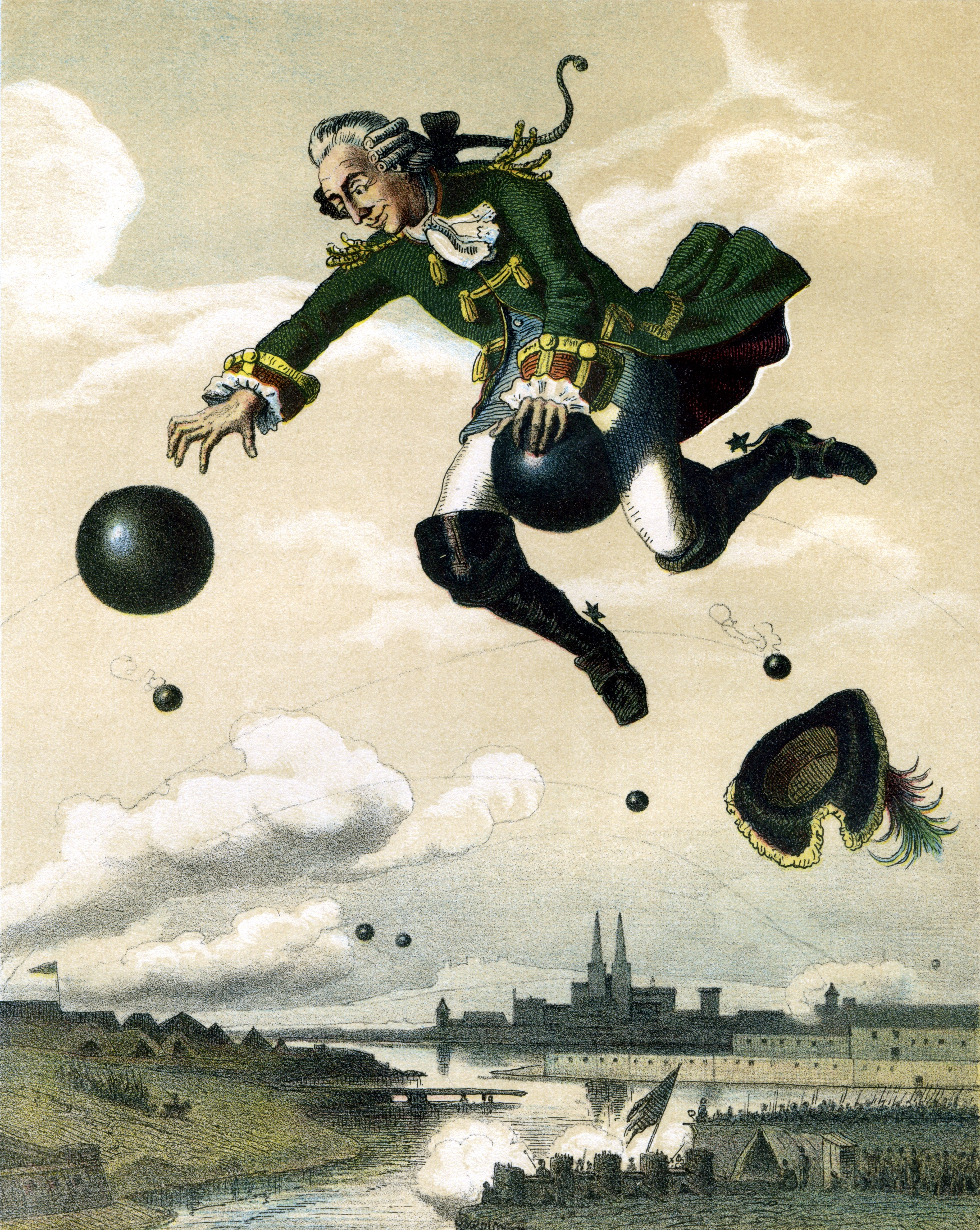
Cavalca una bala de canó.
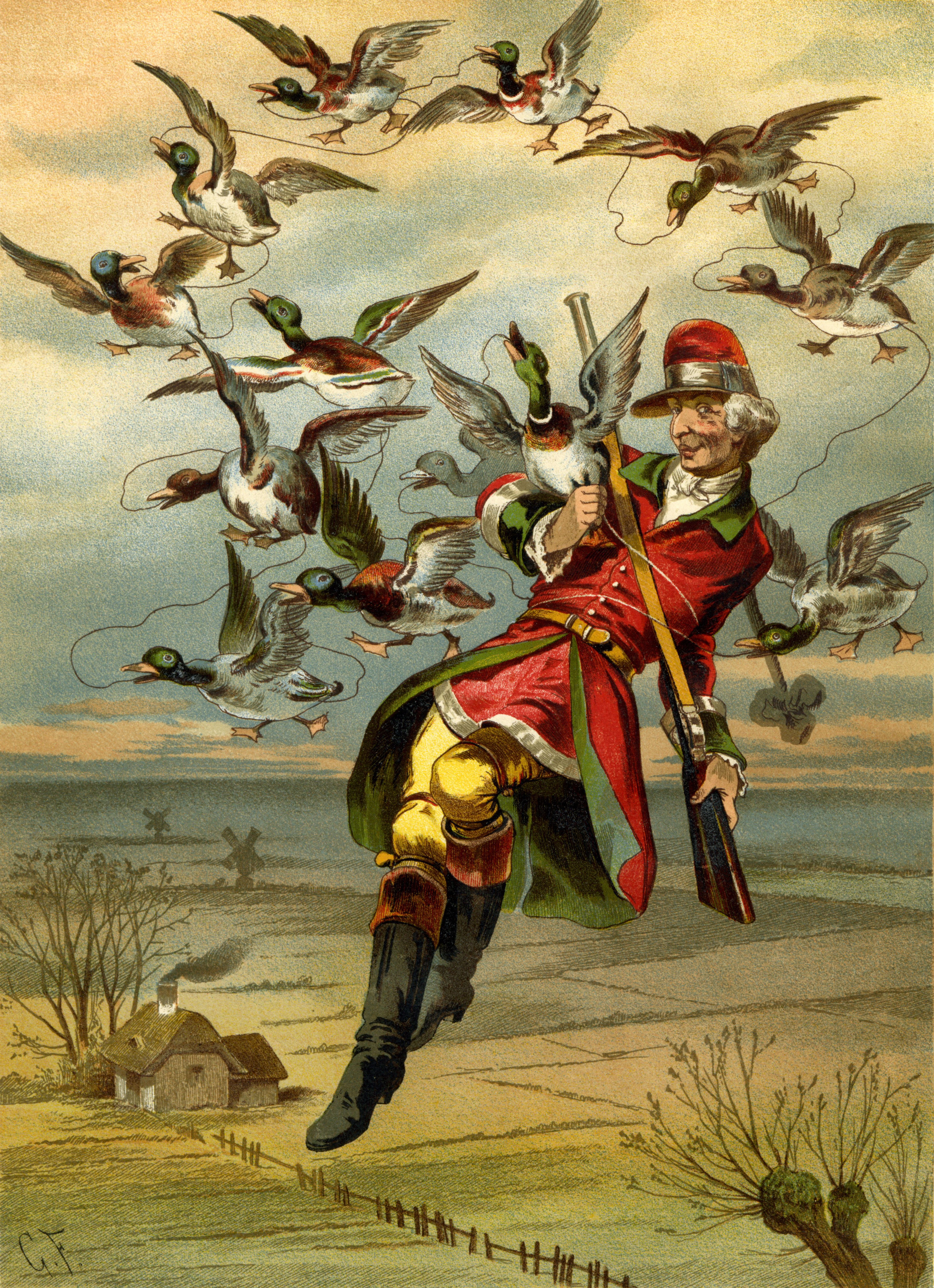
El porten els ànecs.
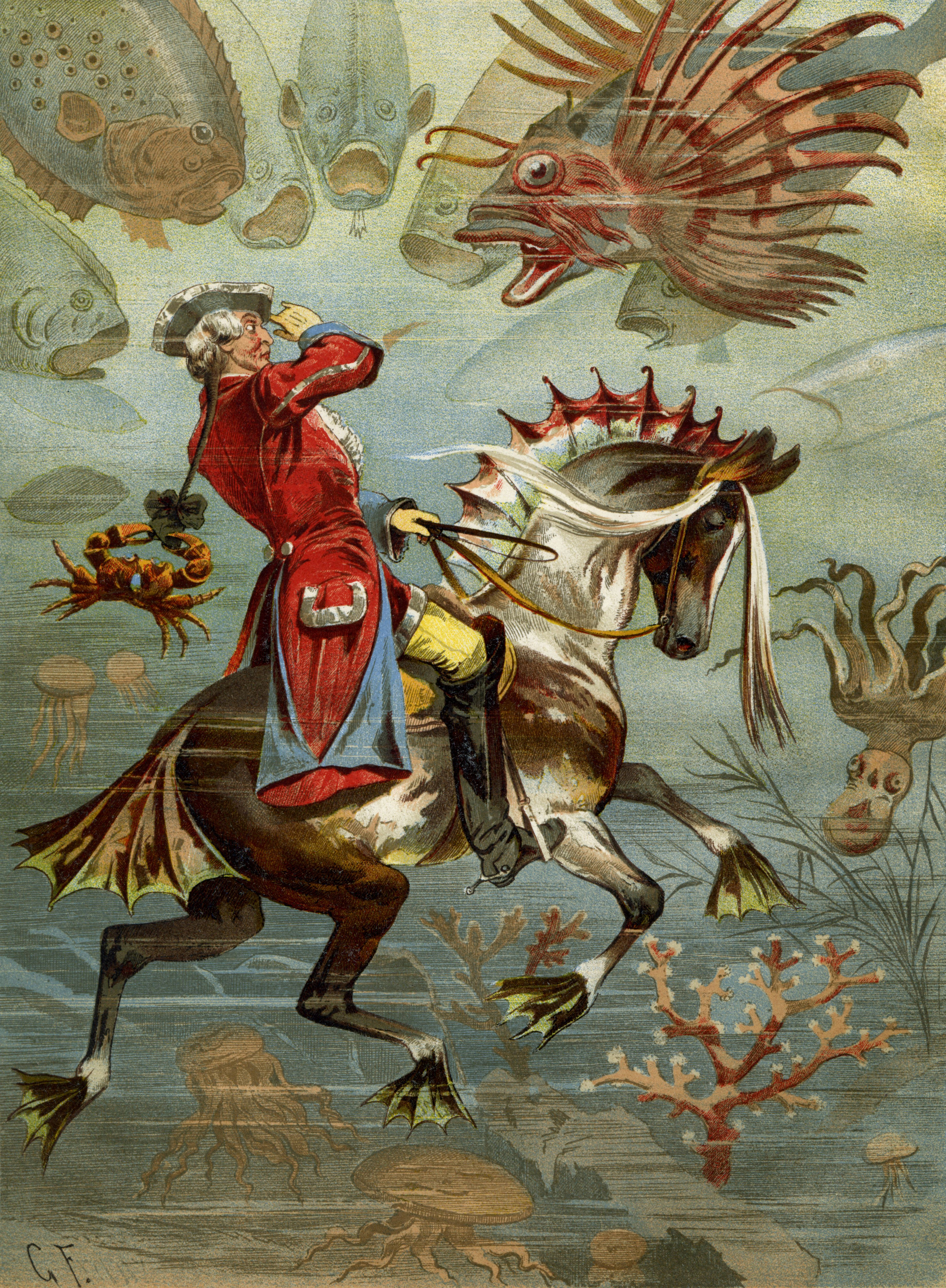
Al fons del mar.
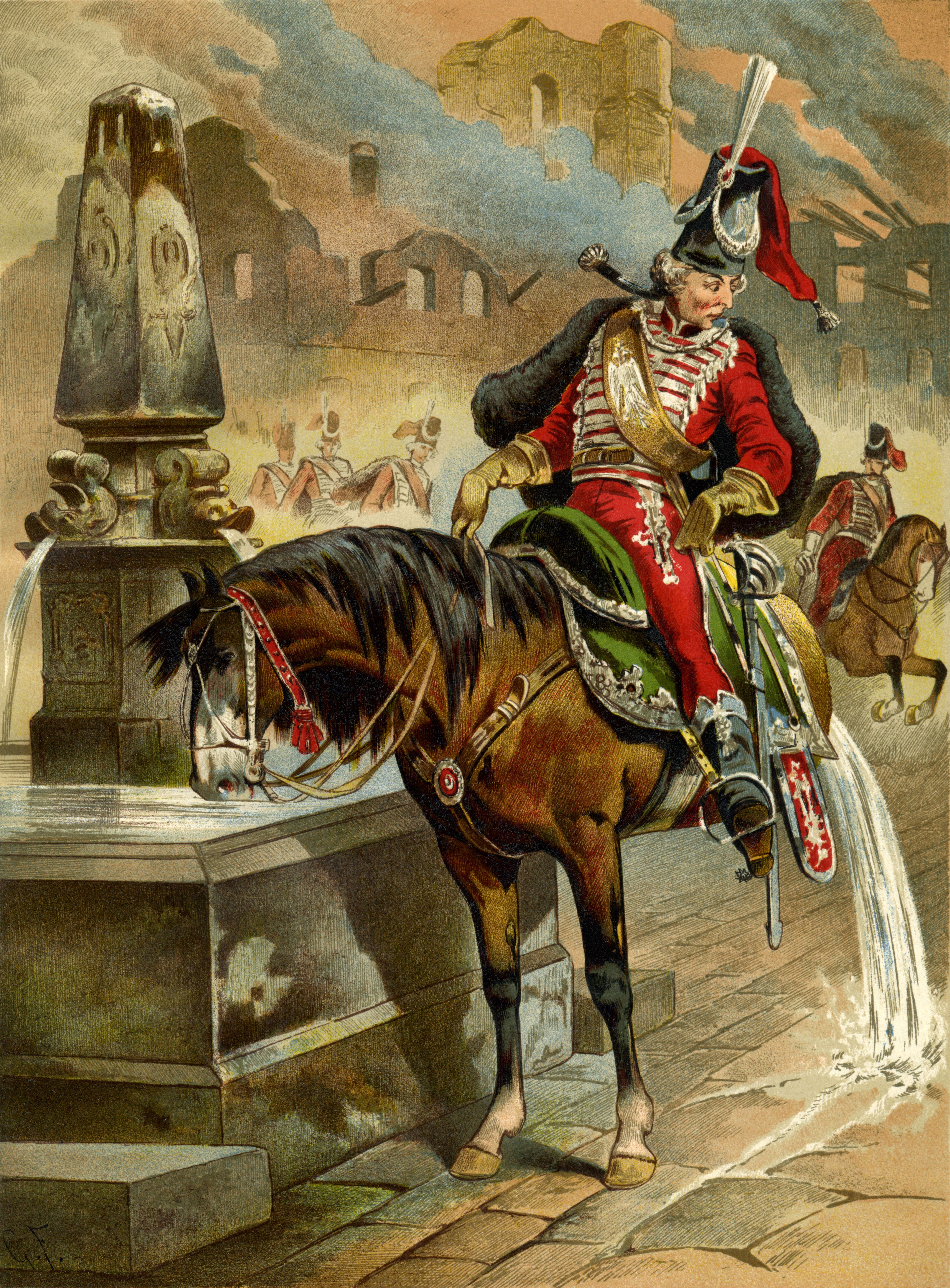
Amb un mig cavall.

## El baró a les ciències

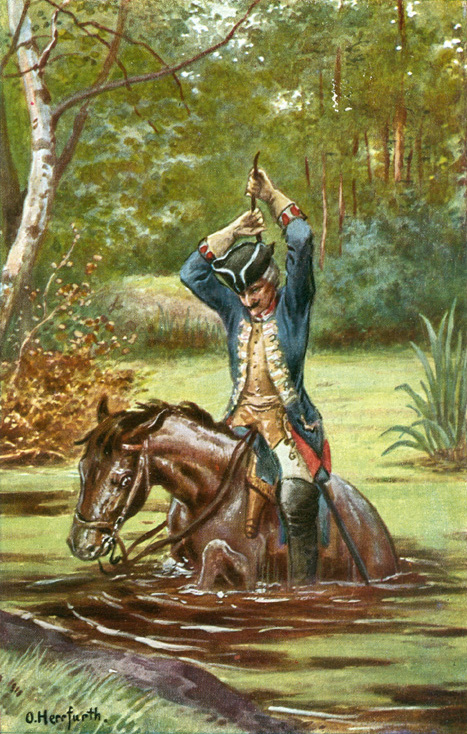
El baró de Münchhausen es treu a si mateix -i el seu cavall- del pantà estirant-se pels cabells (il·lustració d'Oskar Herrfurth).

En teoria del coneixement és de molta importància el trilema de Münchhausen, un terme filosòfic que designa la impossibilitat de provar cap veritat fins i tot en els camps de la lògica i la matemàtica, anomenat així per la coneguda història del baró en què ell s'hauria pogut treure a si mateix i al seu cavall d'un pantà només estirant-se del seu propi cabell.
En psiquiatria també s'ha identificat una síndrome de Münchhausen per analogia amb passatges de la vida del baró.